# Harald Klose
Harald Klose (* 12. März 1945 in Pommer) ist ein ehemaliger deutscher Fußballspieler, der von 1963 bis 1968 für den FC Schalke 04 in der Fußball-Bundesliga 58 Ligaspiele absolviert und dabei sieben Tore erzielt hat.

## Laufbahn
Zum Start der neuen Bundesliga – sie löste ab 1963/64 die vormals erstklassigen regionalen Oberligen ab – bekam der bisherige Jugendspieler Harald Klose neben den Zugängen Günter Herrmann, Hans-Georg Lambert und Klaus Matischak einen Lizenzspielervertrag bei der Mannschaft von Trainer Georg Gawliczek. Am 30. November 1963 debütierte er für Schalke in der Bundesliga beim 2:1-Heimerfolg gegen 1860 München auf Linksaußen. Der Angriff der Schalker setzte sich dabei aus Reinhard Libuda, Willi Koslowski, Klaus Matischak, Waldemar Gerhardt und dem jungen Klose zusammen. Sein zweites Ligaspiel absolvierte er beim Rückspiel am 18. April 1965. Die "Löwen" setzten sich deutlich mit 7:1 Toren durch. Im zweiten Bundesligajahr, 1964/65, kam Schalke nicht über den 16. Platz hinaus und Klose wurde von Trainer Fritz Langner wiederum nur in zwei Spielen zum Einsatz gebracht. In seiner dritten Saison mit Schalke, 1965/66, gehörte er dann aber mit 22 Rundeneinsätzen mit drei Toren der Stammbesetzung in der Offensive an. Schalke hatte in dieser Runde die Verluste von Libuda, Matischak, Horst, Schulz und Gerhardt zu verkraften und setzte vermehrt auf "preiswerte" Spieler. So kamen Klaus Fichtel, Gerhard Neuser und Heinz Pliska zu ihrem Bundesligadebüt. Am Rundenende erreichten die "Königsblauen" mit dem 14. Rang den Klassenerhalt. Nach der Runde 1967/68, Klose war in 14 Spielen an der Seite von Horst Blechinger, Manfred Pohlschmidt und Hans-Jürgen Wittkamp im Angriff im Einsatz gewesen, beendete er nach insgesamt 58 Bundesligaspielen (7 Tore) seine Tätigkeit bei seinem Heimatverein.
Er schloss sich in der Fußball-Regionalliga West zur Saison 1968/69 Bayer 04 Leverkusen an. Beim Titelverteidiger lief es in der Serie 1968/69 aber nicht wie erhofft, Bayer landete auf dem achten Rang und Klose hatte nur in zwölf Spielen (1 Tor) in der Mannschaft von Trainer Theo Kirchberg und an der Seite der Mitspieler Leo Wilden und Karl-Heinz Brücken mitgewirkt.
Später setzte er seine Karriere in Belgien und Frankreich fort.